# Southern Accents
Southern Accents är ett album släppt av Tom Petty & the Heartbreakers 1985. "Don't Come Around Here No More" blev den största hiten från skivan.

## Låtlista
Låtarna skrivna av Tom Petty, där inget annat namn anges.
1. "Rebels" – 5:20
2. "It Ain't Nothin' To Me" (Tom Petty, Dave Stewart) – 5:11
3. "Don't Come Around Here No More" (Tom Petty, Dave Stewart) – 5:06
4. "Southern Accents" – 4:44
5. "Make It Better (Forget About Me)" (Tom Petty, Dave Stewart) – 4:23
6. "Spike" – 3:25
7. "Dogs On the Run" (Tom Petty, Mike Campbell) – 3:41
8. "Mary's New Car" – 3:45
9. "The Best of Everything" – 4:04